# Rete tranviaria di Košice
La rete tranviaria di Košice è la rete tranviaria che serve la città slovacca di Košice. È composta da otto linee (di cui una in servizio solo di domenica) urbane e otto linee suburbane veloci (linee "R"). La lettera R sta per Rýchlodráha, calco del tedesco Schnellbahn. Tutte le linee R hanno come destinazione le grandi acciaierie della United States Steel, collegate da lungo tratto fuori dal centro abitato, caratterizzato da poche fermate: qui i mezzi possono raggiungere alte velocità, ma debbono sottostare alla normativa vigente che consente una velocità massima di 60 km/h. La rete è gestita dalla società Dopravný podnik mesta Košice.
La rete elettrica di trasporto era completata da due linee di filobus (linee 71 e 72), che percorrono tratte a più marcata pendenza, come quelle sulla riva sinistra dello Hornád, ma nel 2015 le linee filotranviarie sono esercite con autobus: la rete filotranviaria rimane in esercizio solo per alcune corse storiche nel pomeriggio della domenica.

## Linee
Nelle linee urbane la cadenza del servizio è regolata con un intervallo di 10 minuti nell'ora di punta della mattina, 15 minuti durante il giorno, 12 minuti nell'ora di punta serale e 20 minuti alla sera. Non vi sono servizi notturni.
| 2  | Staničné námestie – Námestie osloboditeľov – Kuzmányho – Námestie Maratóna mieru – Havlíčkova                  |  | Intervallo 10/15/12/20                                                                                                 |
| 3  | Staničné námestie – Námestie osloboditeľov – Stará nemocnica – Ryba – Važecká                                  |  | Intervallo 10/15/12/20                                                                                                 |
| 4  | Havlíčkova – Kuzmányho – Námestie osloboditeľov – Ryba – Barca                                                 |  | Intervallo 10/15/12/20                                                                                                 |
| 5  | Staničné námestie – Námestie osloboditeľov – OC Optima                                                         |  | funziona solo la domenica per il trasporto di studenti al collegio dell'Università Tecnica                             |
| 6  | Staničné námestie – Námestie osloboditeľov – Kruhový objazd – Magistrát mesta Košice – Námestie Maratóna mieru |  | Intervallo 10/15/12/20                                                                                                 |
| 7  | Važecká – Námestie osloboditeľov – Kuzmányho – Botanická záhrada                                               |  | Intervallo 10/15/12/20                                                                                                 |
| 9  | Važecká – Alejová – Magistrát mesta Košice – Amfiteáter – Námestie Maratóna mieru – Havlíčkova                 |  | Intervallo 10/15/12/20                                                                                                 |
| R1 | Staničné námestie – Námestie osloboditeľov – Spoločenský pavilón – OC Optima – Vstupný areál U. S. Steel       |  | Intervallo 20/60/20/60                                                                                                 |
| R2 | Važecká – Železníky, križovatka – OC Optima – Vstupný areál U. S. Steel                                        |  | 11 corse al giorno |
| R3 | Havlíčkova – Amfiteáter – Magistrát mesta Košice – Vstupný areál U. S. Steel                                   |  | 9 corse al giorno |
| R4 | Botanická záhrada – Amfiteáter – Magistrát mesta Košice – OC Optima – Vstupný areál U. S. Steel                |  | Intervallo 20 minuti nell'ora di punta nel tratto fra OC Optima – Botanická záhrada; per U. S. Steel 3 corse al giorno |
| R5 | Ryba – Námestie osloboditeľov – OC Optima – Vstupný areál U. S. Steel                                          |  | 1 corsa al giorno |
| R6 | Dopravný podnik mesta Košice – OC Optima – Vstupný areál U. S. Steel                                           |  | 6 corse al giorno |
| R7 | Amfiteáter – Magistrát mesta Košice – OC Optima – Vstupný areál U. S. Steel                                    |  | 7 corse al giorno |
| R8 | Barca – Alejová – OC Optima – Vstupný areál U. S. Steel                                                        |  | 1 corsa al giorno |